# حيدر الحرفوشي

الأمير حيدر بن إسماعيل بن شديد الحرفوشي البعلبكي الخزاعي (1741م – وفاة 1774 م / 1188 هـ)، من أمراء الحرافشة الذين تولوا الحكم في بعلبك وشرقي البقاع اللبناني وحكموا ما يقارب من ثلاثة قرون ونصف من العام 1497م حتى 1865م، تاريخ القبض على الأمير سلمان وقتله.

## عائلته

### والده
جاء في كتاب حوادث حمص اليومية حوادث السنة الثانية والثلاثون 1131هـ/ 1718- 1719م، بعضاً عن أحوال والده الأمير إسماعيل:
«في آخر شهر رمضان وفيه جاء خبر عن الأمير إسماعيل ابن حرفوش بأنه راح إلى الحج بمائتين جمل، وبمائتين قواس بالبندق والسلاح».
كما جاء في حوادث السنة الرابعة والثلاثون 1133هـ/ 1720-1721م «وكان أول شهر ذي القعدة الحرام نهار الإثنين، وفيه راح أحمد القاروط إلى عند الأمير إسماعيل ابن حرفوش».
 ويستدل من هذه الحوادث التالي:
1. إن آل حرفوش كان لهم حضور سياسي واجتماعي بارز في منطقة حمص وجوارها.
2. إن هذه الرواية تعطي صورة عن تشكيل حملة الأمير إسماعيل للحج ومرافقيه وحراسه وتسليحهم.
3. إن رحلة الذهاب للحج من هذه المنطقة كانت تتم براً وعلى ظهور الجمال، وتستغرق حوالي الشهرين.
4. حرص الأمير إسماعيل على أداء مناسك الحج.

### أبناؤه
- الأمير قاسم بن حيدر الحرفوشي
- الأمير درويش بن حيدر الحرفوشي

### إخوته
من أمراء الحرافشة الذين تولوا الحكم في بعلبك
- الأمير مصطفى الحرفوشي
- الأمير حسين بن إسماعيل بن شديد الحرفوشي[5]

## مدة حكمه
في العام 1702 (1121 هـ) كان الحاكم في بعلبك الأمير حسين الحرفوشي الذي قتل عام 1724 ومن بعده خلف إسماعيل حسيناً وشيد داراً للإمارة كما يفيد تاريخ رواه المعلوف عن الخوري نقولا الصايغ  ومن بعده خلفه إبنه الأمير حيدر الحرفوشي.

وفي بعض التواريخ ان حيدر الحرفوشي تولى الحكم في بلاد بعلبك عام 1763م (1182هـ) والواقع ان هذا التاريخ  هو تاريخ استعادته الحكم من أخيه حسين بن إسماعيل الذي كان يدعمه الأمير ملحم الشهابي حينذاك. حيث كانت بعلبك تقرر بين الأمير حيدر وشقيقه حسين مع خلافات حادة بينهما، شارك فيها باشا الشام أسعد العظم، وأمير الجبل ملحم الشهابي، والتي انتهت أخيراً بأن ظل الأمير حيدر في السلطة إلى أن توفي سنة 1188ه/ 1774م. وكان قد هرم كثيراً فتولى مكانه أخوه الأمير مصطفى.

## أحواله
استغل الأمير ملحم الشهابي سفر الوالي للحج فأعاد سلطته على البقاع وبعلبك ونصّب عليها الأمير حسين بن إسماعيل الحرفوشي أخو مصطفى وحيدر. وهو غير حسين الحرفوشي صاحب عين دارا المقتول عام 1724 ميلادي. حيث فوض والي دمشق أسعد العظم أمر بعلبك سنة 1748 إلى الأمير ملحم الشهابي، الذي أناب عنه أخويه أحمد ومنصور. ماطل الشهابي في دفع الأموال الأميرية، وساءت علاقاته مع الوالي، لأن الباشا بعث رسولاً يطالبه بالمرتبات فأغلظ الأمير ملحم القول للرسول. فغضب الوالي أسعد باشا، واستدعى حليفه القديم الأمير حيدر وأقره على بعلبك، وطلب نصرته ضد الأمير ملحم الشهابي. وحاول اسعد باشا أن يأخذ عدوه على حين غرة فنهض بجيشه إلى بر الياس، ولاقاه ملحم الشهابي اليها يؤازره الأمير حسين بن إسماعيل الحرفوش شقيق حيدر. وجرت معركة «خطب بينهم البارود بذكر الموت والرمس» وانتصر الأمير ملحم الشهابي، وعاد الوالي إلى دمشق خاسراً، ثم توجه للحج. فاستغل الأمير ملحم الشهابي فرصة غياب الوالي، وتقدم إلى قرى بعلبك فنهبها، وفر الأمير حيدر وتولى مكانه على بعلبك شقيقه حسين الذي ظل مدبراً لشؤون المدينة حتى سنة 1751م، عندما دهمته جماعة وقتلته. ودون البديري الحلاق هذه الحادثة قال "وفي يوم الثلاثاء جاء خبر إلى دمشق بأن ليلة الإثنين قتل حاكم بعلبك الأمير حسين بن إسماعيل، وقد كان خارجاً من الجامع، فإغتاله ثلاثة اشخاص، ورموه بثلاث بنادق وفروا هاربين وحمل إلى داره، وفي اليوم التالي توفي. وقد قيل بأن القاتلين له إخوته، حيث ان له من الإخوة سبعة والله أعلم"، وأرى بان هذه الرواية أريد منها زرع الفتنة بين الأخوة كما هو واضح، ولانهم لو كانوا هم من قتلوه لكانوا استطاعوا الوصول اليه بطريقة أسهل تبعد الشبهات عنهم.

إثر تلك الحادثة حكم من بعده أخوه الأمير حيدر الحرفوشي، الذي كان في تلك الأثناء قد خرج إلى بلاد القلمون شرقي بعلبك وجمع حوله الرجال وأثار القلاقل أمام حكم أخيه، وفي عام 1756 تولى حيدر بن إسماعيل الحرفوش التزام الهرمل في البقاع الشمالي بالإضافة لحكمه لبعلبك والبقاع كما جاء في كتاب ستيفان ونتر، الإمارات الشيعية في سوريا العثمانية، ص 224 وهذا نصه: 
| حيدر الحرفوشي | The Harfoush emirs of Baalbk also figured among the dynasties to which the Tripoli government at one point transferred Hamada-held concessions, i.e. in 1756, when Haydar ibn Ismail Harfoush took the iltizam for Hermel in the northern Bekaa | حيدر الحرفوشي |

بقي سائدا في الحكم حتى العام 1774م حين هَرِمّ وتولى مكانه أخوه الأمير مصطفى الحرفوشي «قد سن في العمر كريماً جداً» كما يقول الشهابي.

## وفاته
توفي عام 1774 ميلادي الموافق للعام 1188 هجري.

### أعماله وما اشتهر به
- ومن أعماله أنه ساند المشايخ الحمادية سنة 1767م ضد الأمير يوسف الشهابي وأرسل الأمير حيدر مع الحمادية قوة إلى جبة المنيطرة، وبلاد جبيل فعاثوا فساداً وعادوا إلى الهرمل.
- اشتهر بحبه للعدل ودماثة الأخلاق، وكرمه وشجاعته.[17]